# 상원초등학교 (성남시)
상원초등학교는 대한민국 경기도 성남시 중원구에 있는 공립 초등학교이다.

## 학교 연혁
- 1971년 3월 21일 상원국민학교 설립인가
- 1971년 9월 1일 개교(16학급 편성)
- 1972년 2월 9일 제1회 졸업식(64명)
- 1996년 3월 1일 상원초등학교로 개칭
- 2012년 3월 1일 최영진 교장선생님 부임
- 2014년 2월 13일 제43회 졸업식
- 2014년 3월 1일 일반 28학급, 특수 3학급. 유치원 4학급 편성

## 참고 자료
- 상원초등학교 - 한국교육학술정보원 학교알리미